# Мосендз Луїза Олександрівна
Луїза Олександрівна Мосендз (нар. 12 вересня 1960) — радянська та російська акторка театру, кіно та телебачення.

## Життєпис
Народилася 12 вересня 1960 року в Києві (Українська РСР). У 1981 році закінчила Вище театральне училище імені М. С. Щепкіна (курс В. Б. Монахова).
З 1981 по 1984 роки — акторка Центрального академічного театру Радянської армії (ЦАТРА).
У кіно акторка дебютувала у 1982 році в невеликій ролі в комедії Леоніда Гайдая «Спортлото-82». Разом з Бориславом Брондуковим вийшов незабутній комічний дует (директор турбази, який все забуває і його всезнаюча секретарка Алла Дмитрівна).
З 1984 року працює в театрі Сатири.
Знімалася Луїза Мосендз в кіно рідко, працювала в основному в театрі. Проте в народній пам'яті залишилися її Ліза з телеспектаклю «Сірано де Бержерак» і Лола з кримінальної драми «Катала».
У 2001 році вона зіграла роль жорстокої кримінальниці Матильди в телесеріалі «Клітка». Потім Луїза Мосендз з'явилася в образі журналістки в серіалі «Льодовиковий період», а у 2005 році зіграла одну з головних ролей — оперативницю Колесникову в серіалі «Зона». За цю роль Луїза була номінована за кращу жіночу роль на міжнародному кінофестивалі в Монако у 2005 році.
Одна з робіт — роль примадонни оперети Анастасії Андріївни Воздвиженської в російському військовому серіалі Олександра Буравського «Ленінград. Місто живих».
Також зіграла роль Хелен в багатосерійному телевізійному фільмі «Історія льотчика», який транслювався у грудні 2009 року на другому каналі російського телебачення.

## Фільмографія
- 1982 — Спортлото-82 —  Алла Дмитрівна, секретарка директора турбази  (озвучування — Лариса Удовиченко)
- 1983 — Жива пам'ять (документальний)
- 1983 — Сірано де Бержерак (телеспектакль) —  Ліза
- 1984 — Перш, ніж розлучитися
- 1985 — Непрофесіонали —  Марина
- 1987 — Сильніше за всіх інших велінь —  Тучкова
- 1988 — Сім днів Надії —  супутниця Сергія Володимировича
- 1989 — Катала —  Лола
- 1989 — СЦР (Свобода — це рай)
- 1995 — Священний вантаж (Sacred cargo, США)
- 2001 —  Клітка —  Матильда
- 2002 — Каменська-2 (Вкрадений сон) —  Дахно
- 2002 —  Льодовиковий період —  Журналістка
- 2005 —  Зона (серіал) —  Колесникова (Оперативний склад)
- 2007 — Доросле життя дівчини Поліни Субботиної —  мати Антона
- 2007 —  Ленінград (телесеріал) —  Анастасія Андріївна Воздвиженська, примадонна оперети, театру музичної комедії
- 2009 —  Брати Карамазови —  дама на хорах
- 2009 —  Історія льотчика —  Хелен
- 2010 — Класні мужики
- 2012 —  Мосгаз —  Зінаїда Кац, криміналіст
- 2014 —  Кат —  Зінаїда Кац, криміналіст
- 2015 —  Павук —  Зінаїда Кац, експерт-криміналіст
- 2016 —  Шакал —  Зінаїда Кац, експерт-криміналіст
- 2018 — Операція «Сатана» —  Зінаїда Кац, експерт-криміналіст